# Dryopteris wuzhaohongii
Dryopteris wuzhaohongii är en träjonväxtart som beskrevs av Li Bing Zhang. Dryopteris wuzhaohongii ingår i släktet Dryopteris och familjen Dryopteridaceae. Inga underarter finns listade.